# کلینتون، اوهایو
کلینتون (به انگلیسی: Clinton) یک روستا در ایالات متحده آمریکا است که در شهرستان سامیت، اوهایو واقع شده‌است. کلینتون ۹٫۴۳ کیلومتر مربع مساحت و ۱٬۲۱۴ نفر جمعیت دارد و ۲۸۹ متر بالاتر از سطح دریا واقع شده‌است.